# تسويوشي سابوتشي
تسويوشي سابوتشي (باليابانية: 三分一 剛) (مواليد 19 أبريل 1967)، هو لاعب كرة قدم سابق كان يلعب كلاعب وسط.